# Прљево
Прљево је насељено мјесто у општини Грачац, југоисточна Лика, Република Хрватска.

## Географија
Прљево је удаљено око 35 км југоисточно од Грачаца.

## Историја
Прљево се од распада Југославије до августа 1995. године налазило у Републици Српској Крајини.

## Становништво
Према попису из 1991. године, насеље Прљево је имало 168 становника, међу којима је било 149 Срба и 19 осталих. Према попису становништва из 2011. године, насеље Прљево је имало 7 становника.
| Националност       | 1991. | 1981. | 1971. | 1961. |
| Срби               | 149   | 166   | 294   | 367   |
| Југословени        |       | 42    |       |       |
| Хрвати             |       |       | 2     | 11    |
| Македонци          |       |       | 1     |       |
| остали и непознато | 19    | 5     | 3     |       |
| Укупно             | 168   | 213   | 300   | 378   |

| Демографија | Демографија | Демографија |
| Година      | Становника  | Становника  |
| ----------- | ----------- | ----------- |
| 1961.       | 378         |             |
| 1971.       | 300         |             |
| 1981.       | 213         |             |
| 1991.       | 168         |             |
| 2001.       | 3           |             |
| 2011.       |             | 7           |